# بلوار شهید منفرد نیاکی
بلوار شهید مسعود منفرد نیاکی (با نام پیشین: خیابان کوهستان) بلواری ۳۵ متری مابین محلات سعادت‌آباد و شهرک غرب تهران می‌باشد. این بلوار از دره فرحزاد شروع شده و با گذر از بزرگراه یادگار امام به کمک «پل کوهستان» (تقاطع بزرگراه یادگار امام و خیابان منفرد نیاکی) امتداد یافته و از سمت شرق به خیابان سرو متصل می‌شود و از جنوب با خیابان شهید فرحزادی تقاطع دارد.

## میدان کتاب
«ایستگاه مترو میدان کتاب» از خط ۷ متروی تهران بعنوان اولین ایستگاه این خط مترو در این خیابان واقع است و درآینده با عبور شرقی غربی خط ۱۰ متروی تهران ایستگاه تقاطعی خواهد شد.